# Oddantonio II da Montefeltro
Oddantonio da Montefeltro (18 gennaio 1427 – Urbino, 22 luglio 1444) è stato un nobile, politico e condottiero italiano del periodo rinascimentale, nonché primo duca di Urbino; successe al padre, Guidantonio da Montefeltro (sposato in seconde nozze con Caterina Colonna), nel 1443.

## Il nome
Oddantonio fu l'unico membro della composita famiglia dei Montefeltro a portare questo nome. La sua composizione era una rappresentazione dell'alleanza tra i Montefeltro e i Colonna di cui il suo concepimento era segno tangibile; e un omaggio allo zio materno, il papa, auspice dell'unione tra i suoi genitori e promotore dell'alleanza delle due Casate. L'origine del nome deriva infatti dall'unione del nome dello zio materno Oddone Colonna, papa con il nome di Martino V, e del nonno paterno, Antonio da Montefeltro (m. 1404).
Un antenato con lo stesso nome fu inventato da una sorta di genealogista nell'intento di compiacere la corte urbinate, nei mesi successivi la nascita del sospirato erede.

## Biografia
Nacque il 18 gennaio 1427 dal conte di Urbino Guidantonio da Montefeltro e dalla seconda moglie di costui, Caterina Colonna. Oddantonio fu l'unico figlio maschio legittimo del conte di Urbino e superò nel diritto di successione il fratellastro maggiore Federico, nato nel 1422 e legittimato nel 1424.
Nel 1442 Oddantonio e Cecilia Gonzaga mandarono a vuoto il tentativo promosso dai genitori di combinare il loro matrimonio; successivamente Cecilia entrerà in convento (1444).
Il 17 febbraio 1443, pochi giorni prima della morte del padre, Oddantonio venne investito del vicariato apostolico in temporalibus, e associato così al governo dei domini paterni.
Il 25 aprile 1443 a Siena il papa Eugenio IV, anche grazie ai buoni uffici dello zio, il potente cardinale Prospero Colonna (che consentiva così il ritorno a Roma del papa dopo l'allontanamento di quasi dieci anni prima), elevava Oddantonio al grado di duca di Urbino, titolo trasmissibile agli eredi.
Al suo ritorno a Urbino incaricò lo zio Antonio di Niccolò da Montefeltro di recarsi a Ferrara a chiedere, per suo conto, la mano di Isotta d'Este, sorella di Lionello Marchese di Ferrara. L'atto di matrimonio con Isotta d'Este fu firmato per procura a Ferrara il 6 luglio 1443 e pubblicato a Urbino il 14 dello stesso mese.
La nomina a duca si inquadrava anche nell'azione pontificia di contrasto a Francesco Sforza nelle Marche, nella quale i Montefeltro erano comunque impegnati militando da tempo nell'esercito del duca di Milano, alleato del papa nella lotta allo Sforza.
La guerra alle porte dello Stato, le ingenti spese per sostenerla, unite alle spese sostenute per pagare la nomina ducale, costrinsero il giovanissimo duca a un'inedita stretta fiscale che accrebbe il malumore della popolazione. Lo scontento fu alimentato anche dal discredito gettato sulla corte comitale dal comportamento di alcuni consiglieri, accusati di vita dissoluta e di gravi molestie ad alcune donne urbinati. Così, nella notte tra il 21 e il 22 luglio 1444 un manipolo di congiurati entrò nel palazzo signorile e fece scempio del duca, di Manfredo Pio di Carpi e Tommaso di Guido d'Agnello. Alla congiura parteciparono anche esponenti della corte, come Pierantonio Paltroni, ed è assai probabile che ebbe motivazioni esclusivamente politiche. Oddantonio doveva apparire inadatto a governare lo Stato in quel difficile frangente, specialmente a fronte della forte presenza di Federico, tenuto ai margini del governo. In più il duca di Urbino era pienamente sotto l'influenza del signore di Cesena Domenico (Novello) Malatesta, esponente di una casata storicamente avversaria dei Montefeltro.

## Conseguenze
Dopo l'assassinio Oddantonio venne sepolto in un luogo non precisato (San Francesco o San Donato).
Federico si presentò la mattina successiva alle porte di Urbino e, dopo avere stipulato patti con la città, che prevedevano l'impunità per i congiurati, venne acclamato signore di Urbino. L'avvento di Federico fu inutilmente contrastato da parte della famiglia e della corte. Nel 1446 venne ordita una congiura ai suoi danni nella quale risultarono coinvolti Antonio di Niccolò da Montefeltro (zio di Federico), Francesco di Vico (lontano parente dei Montefeltro) e Giovanni di San Marino (già cancelliere di Oddantonio), ma dietro essa ci fu con ogni probabilità la sorella di Oddantonio e di Federico, Violante da Montefeltro, moglie di Domenico (Novello) Malatesta. I congiurati furono tutti decapitati e la memoria di Oddantonio trascinata nell'oblio o additata al discredito.

## Condotte militari
L'unica condotta militare fu quella nell'esercito dei Visconti duchi di Milano, ereditata dal padre. Nel 1443 l'esercito di Milano, comandato dal Niccolò Piccinino era impegnato nella guerra a Francesco Sforza, in alleanza con il papa e con il re di Napoli. Il comando della compagnia militare dei Montefeltro era però assegnato a Federico da Montefeltro. Salvo un'occasione non sarà mai presente sui campi di battaglia.

## Titoli e stato
Oddantonio era:
- conte di Montefeltro per nascita (titolo imperiale risalente al XII secolo), ma come i suoi predecessori non ebbe mai il dominio dell'intera regione storica;
- conte di Urbino per nascita (titolo imperiale risalente al 1226);
- conte di Castel Durante per nascita (titolo ottenuto dal padre nel 1424 per investitura pontificia);
- signore di Cagli, Gubbio, Cantiano, Frontone, Sassocorvaro, dalla concessione del vicariato apostolico in temporalibus e per successione nel 1444.
- duca di Urbino (per investitura papale del 1443), titolo che si aggiungeva agli altri, senza sopprimerli. Lo Stato continuò a mantenere il precedente carattere composito di città, terre e castelli che si reggevano con propri statuti, governati dal Montefeltro per accordi e patti giurati, quindi sotto la veste giuridica del vicariato apostolico in temporalibus concesso dal papa.

## Ascendenza
|                            |                 |                      | Genitori                 |  |  | Nonni |  |  | Bisnonni                   |  |  | Trisnonni            |  |
|                            |                 |                      |                          |  |  |       |  |  | Federico II da Montefeltro |  |  | Nolfo da Montefeltro |  |
|                            |                 |                      |                          |  |  |       |  |  | Federico II da Montefeltro |  |  | Nolfo da Montefeltro |  |
|                            |                 | Margherita Gabrielli |                          |  |  |       |  |  | Federico II da Montefeltro |  |  |                      |  |
| Antonio II da Montefeltro  |                 |                      |                          |  |  |       |  |  | Federico II da Montefeltro |  |  |                      |  |
|                            |                 | Teodora Gonzaga      | Ugolino Gonzaga          |  |  |       |  |  |                            |  |  |                      |  |
|                            |                 | Teodora Gonzaga      | Ugolino Gonzaga          |  |  |       |  |  |                            |  |  |                      |  |
|                            |                 | Teodora Gonzaga      | Emilia della Gherardesca |  |  |       |  |  |                            |  |  |                      |  |
| Guidantonio da Montefeltro |                 | Teodora Gonzaga      |                          |  |  |       |  |  |                            |  |  |                      |  |
|                            |                 | ?                    | ?                        |  |  |       |  |  |                            |  |  |                      |  |
|                            |                 | ?                    | ?                        |  |  |       |  |  |                            |  |  |                      |  |
|                            |                 | ?                    | ?                        |  |  |       |  |  |                            |  |  |                      |  |
| Agnesina di Vico           |                 | ?                    |                          |  |  |       |  |  |                            |  |  |                      |  |
|                            |                 | ?                    | ?                        |  |  |       |  |  |                            |  |  |                      |  |
|                            |                 | ?                    | ?                        |  |  |       |  |  |                            |  |  |                      |  |
|                            |                 | ?                    | ?                        |  |  |       |  |  |                            |  |  |                      |  |
| Oddantonio da Montefeltro  |                 | ?                    |                          |  |  |       |  |  |                            |  |  |                      |  |
|                            | Agapito Colonna | Pietro Colonna       |                          |  |  |       |  |  |                            |  |  |                      |  |
|                            | Agapito Colonna | Pietro Colonna       |                          |  |  |       |  |  |                            |  |  |                      |  |
|                            | Agapito Colonna | Letizia Conti        |                          |  |  |       |  |  |                            |  |  |                      |  |
| Lorenzo Onofrio Colonna    | Agapito Colonna |                      |                          |  |  |       |  |  |                            |  |  |                      |  |
|                            |                 | Caterina Conti       | Giovanni Conti           |  |  |       |  |  |                            |  |  |                      |  |
|                            |                 | Caterina Conti       | Giovanni Conti           |  |  |       |  |  |                            |  |  |                      |  |
|                            |                 | Caterina Conti       | Margherita Colonna       |  |  |       |  |  |                            |  |  |                      |  |
| Caterina Colonna           |                 | Caterina Conti       |                          |  |  |       |  |  |                            |  |  |                      |  |
|                            |                 | Jacobello Caetani    | ?                        |  |  |       |  |  |                            |  |  |                      |  |
|                            |                 | Jacobello Caetani    | ?                        |  |  |       |  |  |                            |  |  |                      |  |
|                            |                 | Jacobello Caetani    | ?                        |  |  |       |  |  |                            |  |  |                      |  |
| Sveva Caetani              |                 | Jacobello Caetani    |                          |  |  |       |  |  |                            |  |  |                      |  |
|                            |                 | ?                    | ?                        |  |  |       |  |  |                            |  |  |                      |  |
|                            |                 | ?                    | ?                        |  |  |       |  |  |                            |  |  |                      |  |
|                            |                 | ?                    | ?                        |  |  |       |  |  |                            |  |  |                      |  |
|                            |                 | ?                    |                          |  |  |       |  |  |                            |  |  |                      |  |